# 伊藤雄大
伊藤 雄大（いとう ゆうた、1982年4月2日 - ）は、日本の元ラグビー選手。現在ジャパンラグビーリーグワン豊田自動織機シャトルズ愛知のFWコーチを務めている。

## プロフィール
- 東京都出身。
- ポジションはプロップ(PR)。
- 身長 172 cm、体重 120 kg
- ニックネームはゆうた。
- 関西代表に選ばれたことがある[1]。

## 略歴
2001年、國學院久我山高校卒業後、早稲田大学に入る。
2005年、早稲田大学卒業後、ヤマハ発動機ジュビロに加入。
2006年9月9日に行われたジャパンラグビートップリーグ第2節のサントリーサンゴリアス戦に途中出場で公式戦初出場を果たす。
2009年、リコーブラックラムズに加入。
2013年、三菱重工相模原ダイナボアーズに加入。
2016年、早稲田大学ラグビー蹴球部のスクラムコーチに就任した。